# Bazacle

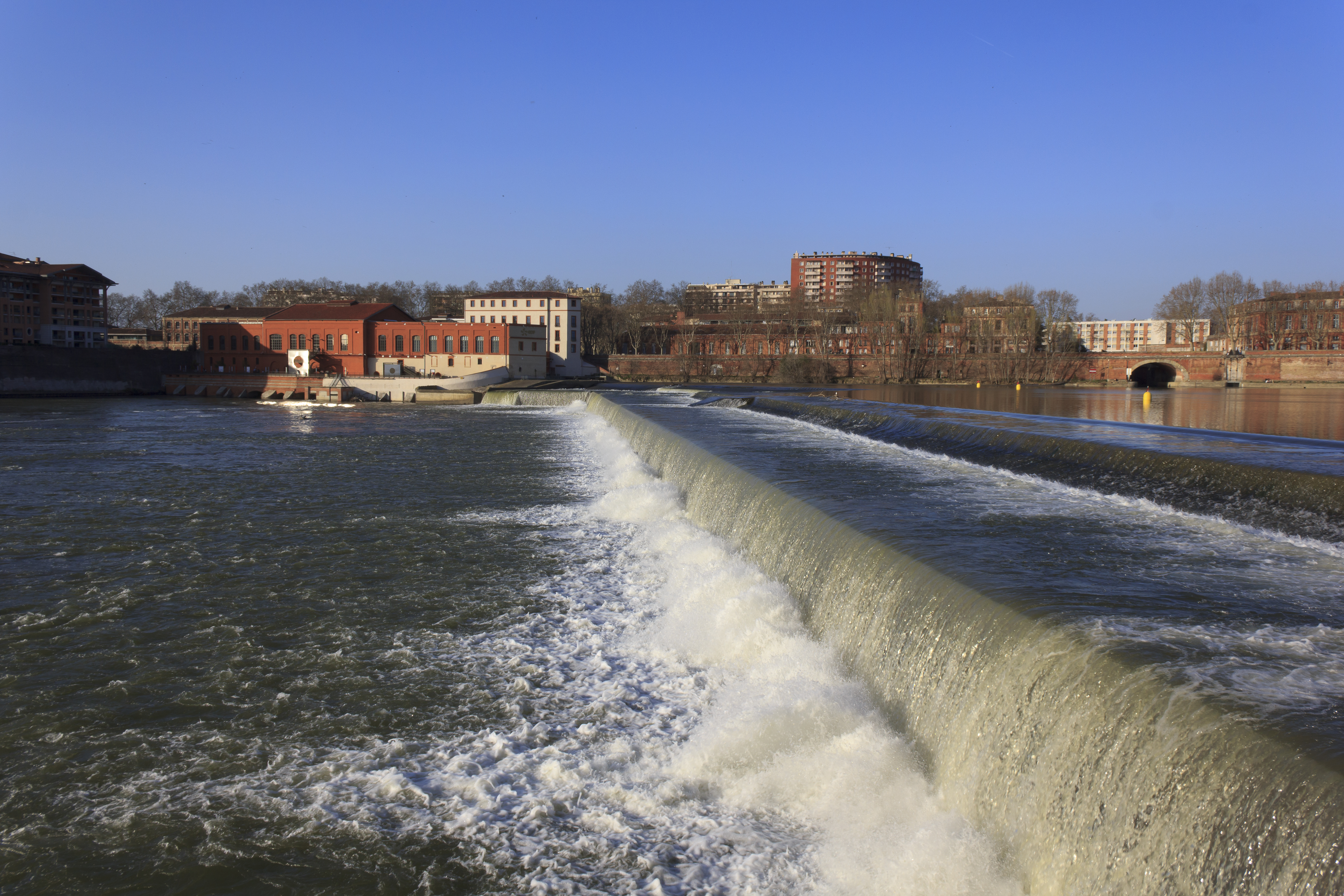
Dique del Bazacle.

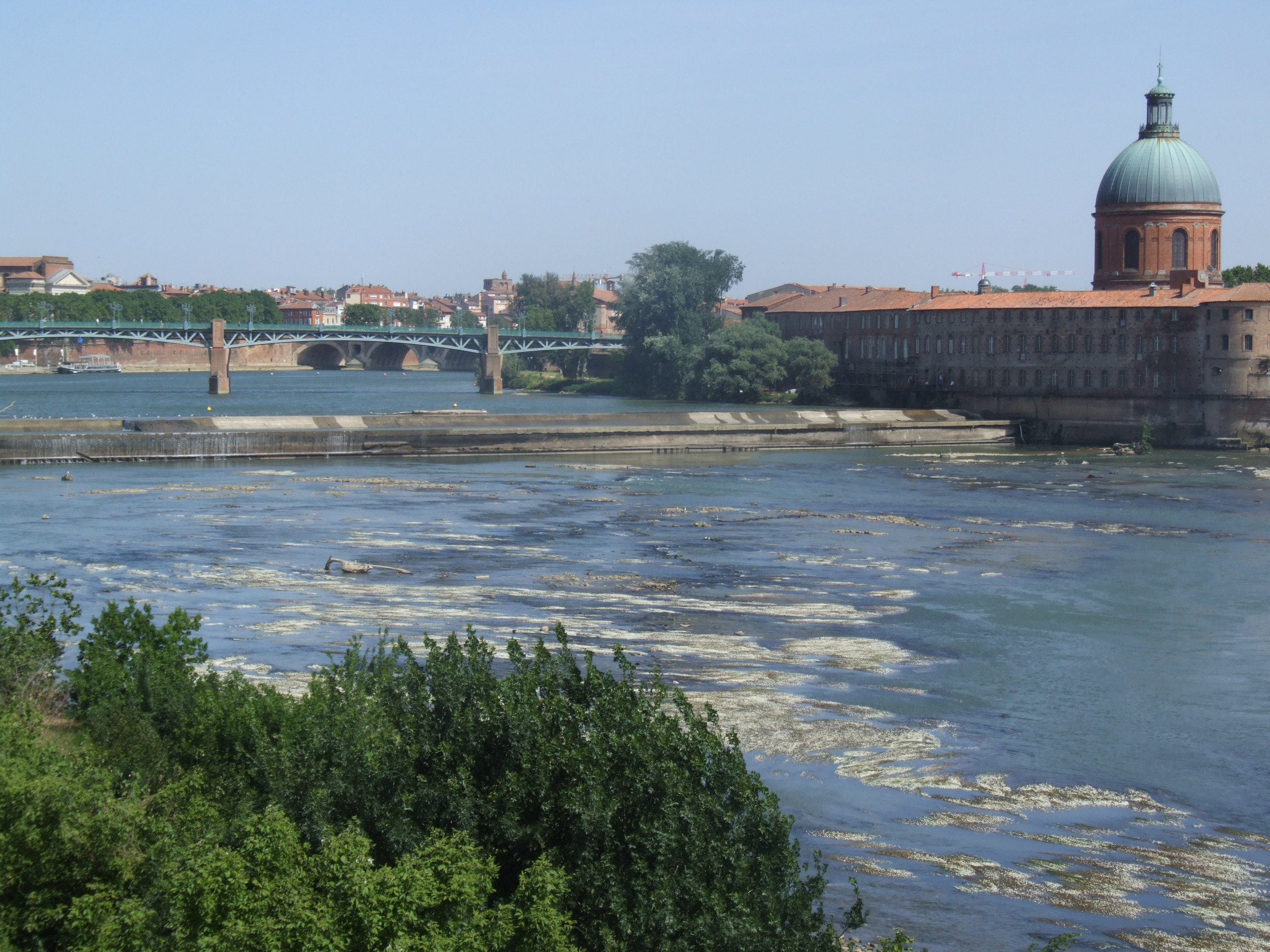
Dique del Bazacle.

El dique del Bazacle (en idioma francés chaussée du Bazacle) es un vado cruzable a pie situado en el río Garona a su paso por la ciudad de Toulouse. Su nombre viene del latín vadaculum, que quiere decir "pequeño vado", lo que atestigua la antigüedad de dicho paso.

## Historia
Fue el lugar elegido para los primeros puentes sobre el Garona y en el que en 1190, bajo el mandato del conde Ramón V de Tolosa, se construyó, financiada por 21 notables de la ciudad, una presa que conservó el nombre de chaussée du Bazacle y varios molinos de agua. Los beneficios se repartían proporcionalmente entre los accionistas que habían participado en su cofinanciación, lo que convierte al Bazacle en una de las primeras sociedades accionariales de la historia.
A partir de 1888 los molinos se van destinando progresivamente a la producción eléctrica, hasta que en 1946 pasan a ser propiedad de Électricité de France.
En la actualidad parte de las instalaciones sigue sirviendo de fuente de energía mientras que el resto se destina a exposiciones culturales.

Panorámica del Bazacle de Toulouse desde la orilla opuesta (museo de los Abattoirs).

- Datos: Q2892385
- Multimedia: Bazacle / Q2892385